# 原直翅目
原直翅目（學名：Protorthoptera）是古生代已滅絕的一目昆蟲，是新翅下綱基底的側系群。牠們生存於石炭紀晚期，是已知最早的有翅膀昆蟲。牠們是所有其他复新翅类的祖先。牠們的小翅展開形成一個盾牌。有人認為原蜚蠊目（Protoblattoidea）和副襀翅目（Paraplecoptera）的物種應併入此目。